# Bubble Bobble
 (février 2017).
Si vous disposez d'ouvrages ou d'articles de référence ou si vous connaissez des sites web de qualité traitant du thème abordé ici, merci de compléter l'article en donnant les références utiles à sa vérifiabilité et en les liant à la section « Notes et références ».
Bubble Bobble est une série de jeux vidéo débutée en 1986, issue du premier titre à succès Bubble Bobble.

## Description
Le succès de Bubble Bobble a engendré plusieurs suites, elles aussi portées ou déclinées sur divers micro-ordinateurs et consoles. Une série dérivée Puzzle Bobble, également très populaire, a vu le jour en 1994.

## Les épisodes
- 1986 - Bubble Bobble
- 1987 - Rainbow Islands
- 1990 - Parasol Stars
- 1993 - Bubble Bobble Part 2
- 1994 - Bubble Symphony (Bubble Bobble 2)
- 1995 - Bubble Memories (Bubble Bobble 3)
- 2002 - Bubble Bobble: Old and New
- 2005 - Bubble Bobble Revolution
- 2005 - Rainbow Islands Revolution
- 2007 - Bubble Bobble Evolution
- 2007 - Bubble Bobble Double Shot
- 2019 - Bubble Bobble 4 Friends

## La série dérivée:Puzzle Bubble
Puzzle Bobble, aussi connue en Occident sous le nom de Bust-a-Move, est une série de puzzle games mettant en scène des personnages de Bubble Bobble. Apparue en 1994 sur borne d’arcade, elle est très appréciée et fut portée sur de nombreux supports. La série comprend cinq jeux d’arcade et divers épisodes sur systèmes familiaux.